# Raise Hell
Raise Hell – szwedzka grupa muzyczna łącząca w swojej twórczości elementy thrash, black oraz death metalu

## Historia
Zespół założyli w 1995 r. Jonas Nilsson (wokal/gitara), Niklas Sjöström (gitara basowa) oraz Torstein Wickberg (gitara) przyjmując początkowo nazwę Frost, którą zmieniali następnie na Vinternaat, Forlorn, a potem na Frozen in Time. Po wspólnych próbach z wieloma perkusistami stanowisko tegoż objął ostatecznie Dennis Ekdahl, grupa natomiast po raz kolejny zmieniła nazwę na In Cold Blood, po czym zarejestrowała kasetę demo ujętą tytułem Nailed. Czteroutworowym materiałem zainteresowała się niemiecka Nuclear Blast z którą grupa podpisała wkrótce kontrakt, jednakże z uwagi na istnienie pochodzącej z USA innej formacji o tej samej nazwie, doszło po raz kolejny do zmiany szyldu – jeszcze przed rozpoczęciem sesji nagraniowej zespół przemianował się ostatecznie na Raise Hell, wydając w 1998 r. swój debiutancki album Holy Target. Zawierający elementy black i thrash metalu materiał, porównywalny także nierzadko z dokonaniami Dissection został oceniony dosyć przychylnie przez krytykę. Jako że w momencie jego premiery żaden z członków nie miał więcej niż 18 lat, formacja zmuszona była mierzyć się początkowo z ironicznym określeniem „Hanson death metalu“, markę jej potwierdziły jednak wkrótce liczne koncerty u boku Dismember, Night in Gales i Agathodaimon oraz występ na prestiżowym Wacken Open Air.
W 1999 r. muzycy rozpoczęli pracę nad nowym materiałem, który zarejestrowany w Studio Fredman przy pomocy Andersa Fridéna (wokalisty In Flames), trafił do sprzedaży już w połowie 2000 r. Drugi album zatytułowany Not Dead Yet charakteryzował się tym razem dużo większą dawka thrashu niż na  debiucie, w ramach jego promocji jeszcze w tym samym roku grupa wzięła udział w europejskiej trasie u boku zjednoczonego po latach Destruction, na którym w roli supportów wystąpiły również Hypocrisy, Kataklysm i Crematory. Podobnie jak przed dwoma laty także w tym roku dała występ na Wacken Open Air.
W 2002 r. światło dzienne ujrzał trzeci album studyjny zatytułowany Wicked Is My Game. Po jego opublikowaniu Nilsson podjął decyzję skupić się wyłącznie na grze na gitarze, wskutek czego do składu dołączył jako wokalista Jimmy Fjällendahl. Jako że niedługo potem za obopólnym porozumieniem rozwiązany został kontrakt z Nuclear Blast, formacja związała się z Black Lodge. Wkrótce skład opuścił z powodów osobistych Wickberg, w związku z czym grupa najpierw kontynuowała działalność w czteroosobowej obsadzie, po czym w marcu 2006 r. wydała winylową siedmiocalowkę To The Gallows, na której jako nowy gitarzysta zadebiutował Joakim Kulo. Z udziałem tegoż wydany został również w tym samym roku czwarty album długogrający City of the Damned. W 2013 r. szeregi formacji opuścił Ekdahl, którego zastąpił były perkusista Destruction - Sven Vormann. Z udziałem jego ukazał się opublikowany w 2015 r. po wieloletniej przerwie wydawniczej piąty krążek grupy zatytułowany Written In Blood.

## Dyskografia
- Holy Target (1998)
- Not Dead Yet (2000)
- Wicked Is My Game (2002)
- To the Gallows (EP, 2006)
- City of the Damned (2006)
- Written in Blood (2015)